# بنگیچه
محمد جان ولد بدل، مشهور به بنگیچه تاشقرغانی (خلمی)، متولد سال ۱۳۰۷ هجری شمسی و وفات‌یافته در ۱۷ جدی سال ۱۳۵۹ شمسی، یکی از آوازخوانان مشهور محلی افغانستان بود. در ابتدا، او به گروه هنری محلی تاشقرغان پیوست، که شامل هنرمندانی همچون بابه قران، نوازنده‌ی دنبوره، و بابه نور، نوازنده‌ی غیجک، بود. او خود نیز با نواختن زیر بغلی، آنان را همراهی می‌کرد.

## زندگی هنری
بنگیچه با نواختن و آواز خوانی از سال ۱۳۲۹ الی ۱۳۵۹ برای مدت ۳۰ سال در خدمت مردم خود قرار داشت. وی
نواختن موسیقی را از برادر بزرگ اش بنام اکه جان آموخته‌است. در کنسرت‌های موسیقی هنرمندان محلی در کابل اشتراک نموده‌است. او در سال ۱۳۳۵ به کابل رادیو راه یافته که الی سال ۱۳۵۹ جمعاً ۱۷ آهنگ محلی را در رادیو افغانستان ثبت نمود که بنام «بنگیچه تاشقرغانی» نشر می‌گردید.
مرحوم بنگیچه تاشقرغانی از سال ۱۳۴۷ به بعد در راه هنر موسیقی محلی کشور خدمات بخصوص را انجام داده از جمله اینکه اولین بار آهنگ دوگانهٔ را در سال ۱۳۴۸ با آوازخوان زن بنام (ماری مهتاب) اجرا نموده این خواندن‌های جورهٔ را در البرز ننداری مزارشریف که جوار بالا حصار مزارشریف، مقابل لیسه سلطان غیاث الدین شهرمزار شریف که بعداً پشتنی تجارتی بانک در جای این ننداری اهداث گردید سروده‌است. او با نواختن دایره و با پوشیدن لباس محلی این آهنگ‌ها را به شکل جورهٔ ای می‌خواند بعداً این روش دوگانه خوانی را با آواز خوانان زن از جمله (گل غوتی، فرزانه، عایشه، نجیبه و… غیره ادامه داد شاید این اولین آهنگ‌های دوگانه خوانی یک آواز خوان زن با مرد باشد که بعداً در رادیو کابل و پسان‌ها به تلویزیون ملی سایر هنرمندان از آن پیروی کردند. در سال ۱۳۵۶ با آغاز شدن نشرات تیلویزیون در کشور دو پارچه موسیقی محلی نغمه دمبوره و زیر بغلی یکجا با مرحوم بابه قیران ثبت نموده‌است. در سال ۱۳۵۸ عضویت اتحادیه هنرمندان را کمایی نموده و یک مراتبه به کشور ایران سفر نموده بود به دریافت جوایز و افتخار نامه‌های هنری از ریاست اطلاعات و کلتور وقت نایل گردیده بود.

## زندگی‌نامه
بنگیچه در گذر ایش محمد بیک ناحیه اول شهر تاشقرغان مرکز ولسوالی خلم در یک خانواده هنرمند تولد شده‌است. پدرش به اسم بدل مشهور به بدل مست تاشقرغانی بوده به نواختن دنبوره مهارت داشته بنگیچه پدرش را درسن ۲ سالگی از دست داده تحت تربیه مادرش قرار گرفت در سن خورد سالی نزد ملای محله به فراگیری دروس دینی پرداخته کتب تداوله را الی پنجگنج – قرآن کریم- غیاثی- و دیوان حافظ تمام نموده در سال ۱۳۲۹ ه‍.ش به خدمت مقدس عسکری رفته در سال ۱۳۳۱ از فرقه ۵ ترخیص بدست آورده و در شهر تاشقرغان زندگی می‌نمود در سال ۱۳۳۴ عروسی نموده و متأهل گردید. او بتاریخ ۱۷ جدی ۱۳۵۹ توسط آدمکشان به جرم هنرمند بودن ناجوانمردانه کشته شد. صاحب چهار فرزند می‌باشد که دو پسر و دو دختر می‌باشد. پسران اش راه هنر او را تعقیب نکرده‌اند.

## ماجرا قتل بنگیچه
در تابستان سال ۱۳۵۹ که دولت دموکراتیک حاکم بود. بنگیچه با گروپ هنری اش (غیچک‌نواز، زیربغلی‌نواز و زنگ‌نواز) روی صفهٔ کاه‌گِلی و زیر درختان انجیر و انار، با آواز بلندِ بومی‌اش آهنگهای رزمی می‌خواند. درسال ۱۳۵۸ خورشیدی) زمین‌های زمینداران بزرگ به‌دهقانان بی‌زمین و کم‌زمین از سوی نظام وقت در تاشقرغان توزیع شده بود. اربابان زمین‌دار و مستبد مانند ارباب شیرین، جوره‌بای، وکیل جان‌محمد و چند تای دیگر که آن‌هنگام، از خواندن آهنگ‌های انتقادی بنگیچه در آن جشن عروسی سخت برآشفته گردیده بودند و از فرط خشم «دندان‌خایی» می‌کردند.
تاشقرغان آن شب شورِ عجیب داشت مردان، کودکان قد و نیم‌قد و جوانان کاکهٔ گذر ایش‌محمد بیگ و چند روستای دور و نزدیک دیگر، گِرد نشسته و به‌صدای گرم وگیرای بنگیچه «بلبل تاشقرغان» سخت گوش داده بودند. زمینداران عقده‌مندانه محفلِ عروسی را ترک کردند
چندبار اربابان زور و زر، توسط مجاهدین آن‌زمان به او هشدار و اخطار دادند و تهدید به‌مرگش کردند؛ اما او بی‌ترس به‌نقدش از ظالمان روزگار ادامه داد.
سرانجام هنگامی‌که اربابان زورگو و ظالم از وی ناامید شدند، به او اتهام کمونست بودن و کافر شدن را زدند و به کمک چند ملای محله به‌مجاهدان دیکته کردند که آوازخوانی در اسلام حرام است و بنگیچه را که از راه خدا و رسولش برگشته‌است، باید به‌قتل برسانند؛ چون کشتنش «ثواب اُخروی» دارد و هرکه او را بکشد، «غازی» است.
سرانجام در هفدهم جدی سال ۱۳۵۹ خورشیدی، مردان تفنگ به‌دست، زیر نام جهاد با کمونست و کافر، به‌دستور چند ارباب و زورگو، بنگیچه را به‌قتل رساندن.
پسان‌ها مردم می‌گفتند که در توطئهٔ کشتن این هنرمند (بنگیچه) ارباب شیرین، جوره‌بای و وکیل جان‌محمد و شماری از مجاهدان مسلح محل دست داشته‌اند؛ چیزی که تا اکنون در هاله‌ای از ابهام باقی مانده‌است.

## منبع
- . زندگینامۀ بنگیچه تاشقرغانی در صفحه فیس بوک بیانی و سوسیال فوندیشن

- . بیوگرافی بنگیجه خلمی در سایت آریایی نوشته در سایت مذکور

- . آهنگهای بنگیچه در صفحه سمیها ویگاه سمع

- . بنگیچه تاشقرغانی در وبگاه بنیاد اجتماعی و فرهنگی بیانی نوشته سایت

ماجرای قتل بنگیچه نوشته جاوید فرهاد در وبگاه کابل ۲۴